# D・J・オーガスティン
D・J・オーガスティン（D.J. Augustin; [ˈɔːɡəstɪn]）ことダリル・ジェラード・オーガスティン・ジュニア（Darryl Jerard Augustin Jr. , 1987年11月10日 - ）は、アメリカ合衆国・ルイジアナ州ニューオーリンズ出身の元プロバスケットボール選手。ポジションはポイントガード。

## 生い立ち
高校時代
ニューオーリンズで生まれ育ち、高校は地元のブラザーマーティン高校に進学したが、2005年のハリケーン・カトリーナによる被害でミズーリ市への移住を余儀なくされたため、最終学年はミズーリ市のハイタワー高校で過ごした。卒業時にはブラザーマーティン高校から卒業証書を受け取ると共に、トヨタセンターで行われたハイタワー高校の卒業式にも出席した。
ブラザーマーティン高を2度州のタイトルに導いたオーガスティンは、ハイタワー高では正確なパスとシュートで活躍。同校でのデビュー戦では会場を埋め尽くした観客とテレビカメラの前で29得点8リバウンド14アシストを記録し、83-59で快勝した。このシーズン、ハイタワー高校は26勝4敗の成績を残し、オーガスティンは地区のMVPを獲得、その他マクドナルド選出のオールアメリカン、パレード誌選出の4thチーム、ヒューストン・クロニクルの年間最優秀選手、ヒューストンのファーストチーム、州のファーストチームなどに選ばれた。マクドナルドの高校オールスターゲームでは後に大学のチームメイトとなるケビン・デュラントらとプレーした。
テキサス大学
高校卒業後はテキサス大学に進学。オーガスティンはデュラントと共に1年目から先発に抜擢され、35試合に出場し、14.4得点6.7アシスト、3Pシュート成功率44.1%の成績を記録。カンファレンスのセカンドチームと、AP通信社、全米バスケットボールコーチ協会選出のカンファレンス・ルーキーファーストチームに選ばれた。
1年目のシーズン終了後にデュラントはNBAドラフトにアーリーエントリーした。オーガスティンも一緒にエントリーすれば指名は確実視されていたが、彼はテキサス大学に留まることを選んだ。2年目のシーズンは19.2得点5.9アシストを記録し、オールアメリカンのファーストチームに選出され、ネイスミス・カレッジ最優秀選手賞、ボブ・クージー賞の各賞レースでは最終候補にまで残った。
学業でも優秀だったオーガスティンは2年生時には4.0GPA（累計3.64GPA）をもらい、同校バスケットボールチームからは史上2人目となるアカデミック・オールアメリカンのファーストチームに選ばれている。テキサス大学では2シーズンのみ過ごし、2008年のNBAドラフトにアーリーエントリーした。

## NBAキャリア

### シャーロット・ボブキャッツ
シャーロット・ボブキャッツから全体9位指名を受けてNBA入り。1年目はレイモンド・フェルトンの控えとしてプレーし、11.8得点3.5アシスト、リーグ6位となるフリースロー成功率89.3%を記録し、オールルーキー2ndチームに選ばれた。

### インディアナ・ペイサーズ
2012年7月13日、インディアナ・ペイサーズと契約した。

### トロント・ラプターズ
2013年7月22日、トロント・ラプターズと契約した。

### シカゴ・ブルズ
2013年12月13日、シカゴ・ブルズと契約した。

### デトロイト・ピストンズ
2014年7月15日、デトロイト・ピストンズと2年600万ドルで契約を結んだ。

### オクラホマシティ・サンダー
2015年2月19日、ユタ・ジャズが絡んだ3チーム間トレードでオクラホマシティ・サンダーに放出され、大学時代のチームメイトだったケビン・デュラントと再会した。

### デンバー・ナゲッツ
2016年2月19日、ランディ・フォイエとのトレードで、スティーブ・ノバック、2つの2巡目指名権と金銭とともにデンバー・ナゲッツに移籍した。

### オーランド・マジック
2016年7月1日にオーランド・マジックと4年2900万ドルで契約した。
2018-19シーズンは81試合に先発出場し、チームとして7年ぶりのプレーオフ進出に貢献した。
2019-20シーズンはマーケル・フルツに先発を奪われることが多かった。

### ミルウォーキー・バックス
2020年11月28日にミルウォーキー・バックスと3年2100万ドルの契約を結んだ。

### ヒューストン・ロケッツ
2021年3月19日にP・J・タッカー、ロディオンス・クルークスとのトレードで、D・J・ウィルソンと共にヒューストン・ロケッツへ移籍した。
2022年2月10日にロケッツから解雇された。

### ロサンゼルス・レイカーズ
2022年3月1日にロサンゼルス・レイカーズとシーズン終了までの契約を結んだ。

## 個人成績

### レギュラーシーズン
| シーズン   | チーム     | GP  | GS  | MPG  | FG%  | 3P%  | FT%   | RPG | APG | SPG | BPG | PPG  |
| ---------- | ---------- | --- | --- | ---- | ---- | ---- | ----- | --- | --- | --- | --- | ---- |
| 2008–09    | CHA        | 72  | 12  | 26.5 | .430 | .439 | .893  | 1.8 | 3.5 | .6  | .0  | 11.8 |
| 2009–10    | CHA        | 80  | 2   | 18.4 | .386 | .393 | .779  | 1.2 | 2.4 | .6  | .1  | 6.4  |
| 2010–11    | CHA        | 82  | 82  | 33.6 | .416 | .333 | .906  | 2.7 | 6.1 | .7  | .0  | 14.4 |
| 2011–12    | CHA        | 48  | 46  | 29.3 | .376 | .341 | .875  | 2.3 | 6.4 | .8  | .0  | 11.1 |
| 2012–13    | IND        | 76  | 5   | 16.1 | .350 | .353 | .838  | 1.2 | 2.2 | .4  | .0  | 4.7  |
| 2013–14    | TOR        | 10  | 0   | 8.2  | .292 | .091 | 1.000 | .4  | 1.0 | .1  | .0  | 2.1  |
| 2013–14    | CHI        | 61  | 9   | 30.4 | .419 | .411 | .882  | 2.1 | 5.0 | .9  | .0  | 14.9 |
| 2013-14計  | CHI        | 71  | 9   | 27.3 | .415 | .401 | .885  | 1.8 | 4.4 | .7  | .0  | 13.1 |
| 2014–15    | DET        | 54  | 13  | 23.8 | .410 | .327 | .870  | 1.9 | 4.9 | .6  | .0  | 10.6 |
| 2014–15    | OKC        | 28  | 1   | 24.2 | .371 | .354 | .861  | 2.2 | 3.1 | .6  | .0  | 7.3  |
| 2014-15計  | OKC        | 82  | 14  | 24.0 | .399 | .337 | .868  | 2.0 | 4.3 | .6  | .0  | 9.5  |
| 2015–16    | OKC        | 34  | 0   | 15.3 | .380 | .393 | .765  | 1.3 | 1.9 | .4  | .1  | 4.2  |
| 2015–16    | DEN        | 28  | 0   | 23.5 | .445 | .411 | .819  | 1.9 | 4.7 | .9  | .1  | 11.6 |
| 2015-16計  | DEN        | 62  | 0   | 19.0 | .423 | .405 | .805  | 1.5 | 3.2 | .6  | .1  | 7.5  |
| 2016–17    | ORL        | 78  | 20  | 19.7 | .377 | .347 | .814  | 1.5 | 2.7 | .4  | .0  | 7.9  |
| 2017–18    | ORL        | 75  | 36  | 23.5 | .452 | .419 | .868  | 2.1 | 3.8 | .7  | .0  | 10.2 |
| 2018–19    | ORL        | 81  | 81  | 28.0 | .470 | .421 | .866  | 2.5 | 5.3 | .6  | .0  | 11.7 |
| 2019–20    | ORL        | 57  | 13  | 24.9 | .399 | .348 | .890  | 2.1 | 4.6 | .6  | .0  | 10.5 |
| 2020–21    | MIL        | 37  | 6   | 19.3 | .370 | .380 | .900  | 1.4 | 3.0 | .5  | .0  | 6.1  |
| 2020–21    | HOU        | 20  | 6   | 20.8 | .424 | .385 | .900  | 2.2 | 3.9 | .4  | .0  | 10.6 |
| 2020-21計  | HOU        | 57  | 12  | 19.8 | .394 | .382 | .904  | 1.6 | 3.3 | .5  | .0  | 7.7  |
| 2021–22    | HOU        | 34  | 2   | 15.0 | .404 | .406 | .868  | 1.2 | 2.2 | .3  | .0  | .5.4 |
| 通算：14年 | 通算：14年 | 955 | 334 | 23.5 | .411 | .380 | .867  | 1.9 | 3.9 | .6  | .0  | 9.6  |

- 2011-12シーズンは66試合、2019-20シーズンは73試合でそれぞれ打ち切り

### プレーオフ
| シーズン  | チーム    | GP | GS | MPG  | FG%  | 3P%  | FT%  | RPG | APG | SPG | BPG | PPG  |
| --------- | --------- | -- | -- | ---- | ---- | ---- | ---- | --- | --- | --- | --- | ---- |
| 2010      | CHA       | 4  | 0  | 18.3 | .294 | .333 | .833 | 1.0 | 1.8 | .3  | .3  | 4.3  |
| 2013      | IND       | 19 | 1  | 16.6 | .380 | .396 | .806 | .8  | .7  | .4  | .0  | 5.2  |
| 2014      | CHI       | 5  | 0  | 28.2 | .292 | .269 | .895 | 1.6 | 4.8 | .6  | .0  | 13.2 |
| 2019      | ORL       | 5  | 5  | 28.2 | .488 | .476 | .875 | 1.6 | 3.8 | .4  | .2  | 12.8 |
| 2020      | ORL       | 5  | 0  | 25.6 | .391 | .471 | .957 | 2.0 | 6.0 | .2  | .0  | 13.2 |
| 出場：5回 | 出場：5回 | 38 | 6  | 21.0 | .368 | .390 | .874 | 1.2 | 2.4 | .4  | .1  | 8.2  |

### 受賞歴
- NBAオールルーキー・セカンドチーム (2009)
- ボブ・クージー賞 (2008)
- オールアメリカン・コンセンサスファーストチーム (2008)
- オールBig 12ファーストチーム (2008)
- オールBig 12セカンドチーム (2007)
- Big 12オーツルーキーチーム (2007)
- マクドナルド・オール・アメリカン (2006)
- パレード誌オールアメリカン・フォースチーム (2006)

## ドラフト時の評価
安定感と大胆さを兼ね備えた真の司令塔。ボールハンドリングに優れ、アウトサイドシュートも正確であり、パスも捌けるなど、ポイントガードとしての資質は非常に高い。ただし上背はなく（公称183cmだが、プレドラフトキャンプ時の身体測定では178cmだった）、サイズの面で苦戦する可能性がある。現役選手ではジャミーア・ネルソンに例えられる。
プレドラフトキャンプ時の身体データ
| ウイングスパン | ジャンプ力 | スプリント | ベンチプレス |
| -------------- | ---------- | ---------- | ------------ |
| 192cm          | 88.9cm     | 3.07秒     | 2回          |

※スプリントはコート3/4（約21m）走。ベンチプレスは約84kg。

## 選手としての特徴
- 公称身長は183cmでNBA選手としては非常に小さい部類である。1試合平均のブロックショットは0.1にも満たない。
- NBA通算のスリーポイントフィールドゴール成功率は約38%、フリースロー成功率は約86%である。